# Cancérogène, mutagène et reprotoxique
Pour les articles homonymes, voir CMR.
Le terme cancérogène (ou cancérigène), mutagène et reprotoxique (CMR) définit une catégorie de substances chimiques particulièrement dangereuses en tant que sources de risques à effets différés.
Ces composés sont soit cancérigènes (pouvant entraîner un cancer), soit mutagènes (entraînant des mutations génétiques), soit toxiques pour la reproduction (pouvant entraîner entre autres des possibilités de stérilité). Certaines substances chimiques peuvent présenter plusieurs de ces dangers en même temps.

## Classement
Le classement actuel des CMR fait état de plusieurs seuils : 1A (avéré), 1B (supposé), 2 (suspecté).

## Enregistrement, évaluation et autorisation des produits chimiques
Dans l'Union européenne, le règlement 1907/2006 dit « Reach » impose aux industriels une évaluation des impacts des produits qu'ils vendent et les charge de conduire cette évaluation toxicologique. 
En France, à titre d'exemple, l'Institut national de recherche et de sécurité (INRS) avait, mi-2005, analysé 380 substances pour leurs aspects cancérigènes, mutagènes ou reprotoxiques. Un tableau régulièrement mis à jour des CMR est disponible. Ce tableau, au format Microsoft Excel, liste les principales des substances et les substances complexes dérivées du pétrole et du charbon.